# 一天四海
『一天四海』（いってんしかい）は、華不魅による日本のSF漫画作品。角川書店『月刊ファンタジーDX』にて、1992年から1994年まで連載された。単行本は全3巻。

## あらすじ
牢の中で死にかけて死者の国に落とされたカラスは、旧神イザナミの娘テンガに助けられる。実は人形であるテンガを人間に出来る旧神を探すために、2人は旅に出る。

## 登場人物
カラス
主人公の盗賊。17歳。金目のアルビノ。
実は額に破壊と殺戮を好む伊舎那天（シヴァ）、左腕に大蛇アナンタが取り憑いている（アナンタは伊舎那天を人界から天界に引き戻すための「門」）。
テンガ
ヒロイン。外見年齢は15歳。死者の国の女王イザナミの娘だが、死体から造られた心が入っている人形で、イザナミの気が無いと動かなくなる。
そのため、本来ならイザナミから離れることが出来ないが、なぜかカラスの気で動けるようになり、外の世界へ。
本当の人間になるためにカラスとイザナギを探す。
新神の吉祥天でも有るが、本人にはその記憶はない。
イソラ
外見年齢は20歳。旧神。イザナミの子でヒルコ。
なぜ捨てられたかを問うためにカラスとテンガの旅に加わる。